# Conseil de Waverley

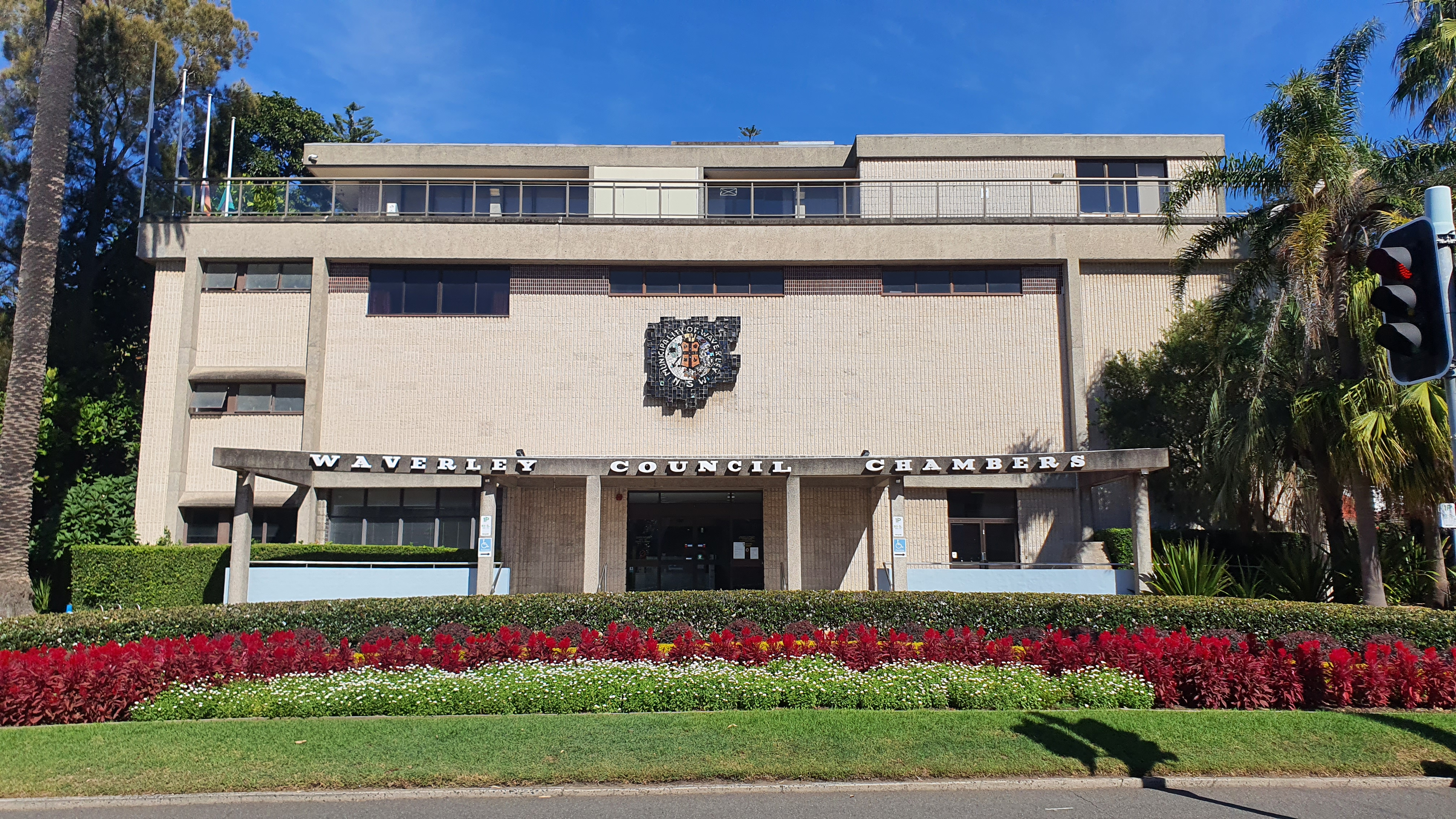
Siège du conseil de Waverley.

Le conseil de Waverley (en anglais : Waverley Council) est une zone d'administration locale située dans l'agglomération de Sydney, dans l'État de Nouvelle-Galles du Sud, en Australie, dont le siège est Bondi Junction.

## Géographie
Waverley s'étend sur 9 km2 à l'est de la ville de Sydney et est bordée par la mer de Tasman à l'est. La ville est limitrophe de celles de Randwick au sud et de Woollahra au nord.

### Quartiers
- Bondi
- Bondi Beach
- Bondi Junction (siège)
- Bondi North
- Bronte
- Dover Heights
- Queens Park
- Rose Bay
- Tamarama
- Waverley

## Histoire
La municipalité de Waverley est créée le 13 juin 1859.
En 2016, le gouvernement de Nouvelle-Galles du Sud décide la fusion entre Waverley et les villes voisines de Randwick et  Woollahra. Face aux oppositions, le projet est abandonné l'année suivante.

## Démographie
| 2001   | 2006   | 2011   | 2016   | 2021   |
| ------ | ------ | ------ | ------ | ------ |
| 58 769 | 60 715 | 63 487 | 66 812 | 68 605 |

## Politique et administration
La ville comprend quatre subdivisions appelées wards. Le conseil municipal comprend douze membres, à raison de trois par ward, élus pour un mandat de quatre ans, qui à leur tour élisent le maire pour deux ans. Les dernières élections ont eu lieu le 4 décembre 2021.

### Composition du conseil
| Élections | Parti libéral | Parti travailliste | Verts |
| --------- | ------------- | ------------------ | ----- |
| 2017      | 5             | 4                  | 3     |
| 2021      | 5             | 4                  | 3     |

### Liste des maires
| Période                                  | Période        | Identité       | Étiquette    | Qualité |
| ---------------------------------------- | -------------- | -------------- | ------------ | ------- |
| Les données manquantes sont à compléter. |                |                |              |         |
| septembre 2008                           | septembre 2011 | Sally Betts    | libérale     |         |
| septembre 2011                           | septembre 2012 | John Wakefield | travailliste |         |
| septembre 2012                           | septembre 2017 | Sally Betts    | libérale     |         |
| septembre 2017                           | septembre 2019 | John Wakefield | travailliste |         |
| 27 septembre 2019                        | en cours       | Paula Masselos | travailliste |         |